# Gemaal Smeenge

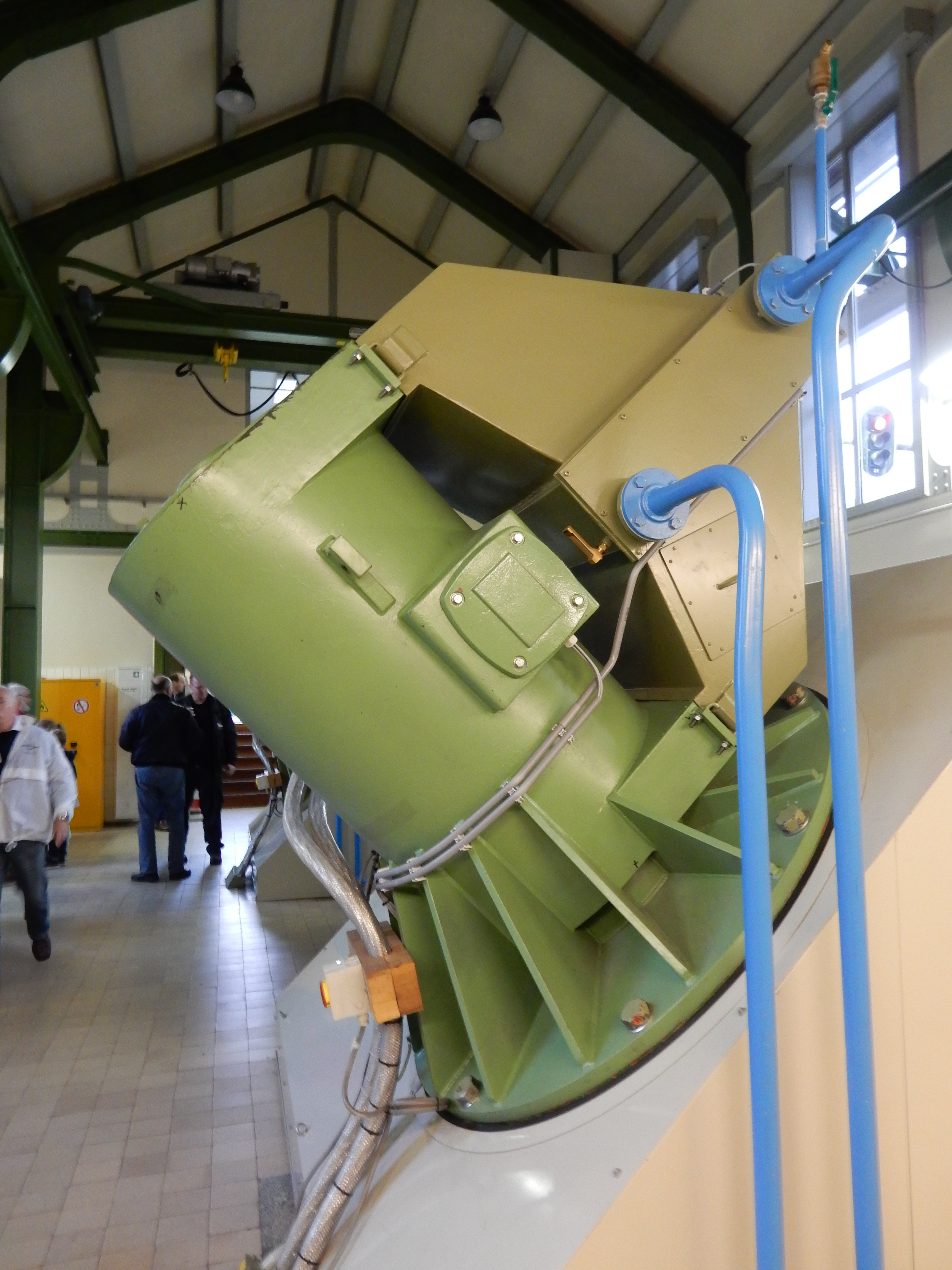
Een van de schuin opgestelde schroefpompen

Het Gemaal Smeenge is een gemaal bij Kraggenburg in de Noordoostpolder. Het gemaal pompt water uit de Noordoostpolder in het Kadoelermeer. Hij ligt aan het N352 tussen Kraggenburg en Vollenhove. Het gebouw is in opdracht van de Dienst der Zuiderzeewerken door de Haagse architect Dirk Roosenburg ontworpen in functionalistische stijl. Het gemaal is genoemd naar meester Harm Smeenge, een van de grote voorvechters en ondervoorzitter van de in 1885 opgerichte Zuiderzeevereeniging. Naast het gemaal ligt de Voorstersluis, deze is 40 meter lang en 7 meter breed.

## Bouw
De bouwput werd in augustus 1939 drooggelegd. De keileem liet nauwelijks water door waardoor het weinig moeite kostte om de put droog te houden. Er werd nog gewerkt aan de onderbouw toen de Tweede Wereldoorlog uitbrak. Het werk werd tijdelijk stilgelegd maar kon snel hervat worden. Op 22 april 1941 ging de Smeenge deel nemen aan het droogmalen van de polder. Gemaal Buma was toen al in bedrijf en Smeenge had ongeveer 375 miljoen m³ water uitgeslagen toen de polder droog viel.

## Pompen
De pompinstallatie bestaat, bij uitzondering, uit twee schuin opgestelde schroefpompen (waaier met leischoepenkrans) met 133 omwentelingen per minuut. De pompen staan in een hoek van 45° omdat de opvoerhoogte het kleinst is van de drie gemalen van de polder. De opbrengst per pomp bedraagt 600 m³ per minuut (1200 m³ totaal) bij 4,5 meter opvoerhoogte. De zuig- en persmond van de pomp zijn gemaakt van gietstaal.

## Motoren
De pompen worden elektrisch aangedreven door frequentie geregelde motoren. Een 750 kW motor en een 600 kW motor met bijna 1000 omwentelingen per minuut bij een bedrijfsspanning van 690 volt.
Bij stroomuitval wordt gebruikgemaakt van een diesel noodaggregaat. Deze heeft een vermogen van 30 kVA voor de secundaire stroomvoorziening van de persschuiven, sluis en (straat) verlichting.